# Wit-Russische Sovjetrepubliek (1919)

SSRB, met de hoofdstad Minsk in de context van de Pools-Russische Oorlog.

De Wit-Russische Sovjetrepubliek afgekort SSRB (Wit-Russisch: Савецкая Сацыялістычная Рэспубліка Беларусь, Russisch: Социалистическая Советская Республика Белоруссия) was een republiek op het grondgebied van Wit-Rusland na de Eerste Wereldoorlog.

## Geschiedenis
Na het vertrek van het Duitse Leger viel het Rode Leger de door de Duitsers opgerichte Wit-Russische Nationale Republiek binnen. Op 1 januari 1919 werd in Smolensk door de bolsjewieken de sovjetrepubliek opgericht.
De president van de republiek was Zmitser Zhyloenovits, een Wit-Russische schrijver ook bekend als Tsisjka Hartny. Op 4 februari werd hij vervangen door de Armeense bolsjewiek Aleksandr Mjasnikian. De republiek beheerste het gebied rond Smolensk, Vitebsk, Mogilev, Minsk, Grodno, en Vilnius.
De republiek werd al na een maand opgeheven. Smolensk, Vitebsk and Mogilev werden onderdeel van de Russische Socialistische Federatieve Sovjetrepubliek, Vilnius kwam kortstondig bij de Litouwse Socialistische Sovjetrepubliek, en daarna met de rest van het gebied bij de Litouws-Wit-Russische Socialistische Sovjetrepubliek.